# Avalanche (film, 1928)
Pour les articles homonymes, voir Avalanche (homonymie).
Pour plus de détails, voir Fiche technique et Distribution.
Avalanche est un film américain réalisé par Otto Brower, sorti en 1928.

## Fiche technique
- Titre : Avalanche
- Réalisation : Otto Brower
- Scénario : Herman J. Mankiewicz, J. Walter Ruben et Sam Mintz d'après le livre de Zane Grey
- Photographie : Roy Clark
- Montage : Jane Loring
- Société de production : Paramount Pictures
- Pays de production : États-Unis
- Format : Noir et blanc - 1,33:1 - Film muet
- Genre : western
- Date de sortie : 1928

## Distribution
- Jack Holt : Jack Dunton
- Doris Hill : Kitty Mains
- Olga Baclanova : Grace Stillwell
- John Darrow : Verde
- Guy Oliver : Mr Mains